# Jagadishpur
Jagadishpur è una suddivisione dell'India, classificata come census town, di 12.826 abitanti, situata nel distretto di Howrah, nello stato federato del Bengala Occidentale. In base al numero di abitanti la città rientra nella classe IV (da 10.000 a 19.999 persone).

## Geografia fisica
La città è situata a 22° 38' 51 N e 88° 17' 25 E.

## Società

### Evoluzione demografica
Al censimento del 2001 la popolazione di Jagadishpur assommava a 12.826 persone, delle quali 6.591 maschi e 6.235 femmine. I bambini di età inferiore o uguale ai sei anni assommavano a 1.367, dei quali 678 maschi e 689 femmine. Infine, coloro che erano in grado di saper almeno leggere e scrivere erano 9.211, dei quali 5.045 maschi e 4.166 femmine.